# Ленинский район (Еврейская автономная область)
Ле́нинский райо́н — административно-территориальная единица (район) и муниципальное образование (муниципальный район) в Еврейской автономной области России.
Административный центр — село Ленинское, расположено на берегу реки Амур в 120 километрах от города Биробиджан по железной дороге и в 132 километрах по автотрассе.

## География
Район расположен в южной части Еврейской автономной области. На севере граничит с Облученским районом, на востоке — с Биробиджанским, на западе — с Октябрьским районом, на юго-востоке по реке Амур с Китаем. Площадь территории района составляет 606 806 га (6,1 тыс. км²).
Природа
60 % площади района занимает Среднеамурская низменность, на севере отроги Малого Хингана. В южной части расположен хребет Даур. Речная сеть представлена левыми притоками Амура: Биджан, Унгун, много мелких озёр.

## История
20 июля 1934 года ВЦИК постановил «образовать в составе автономной Еврейской национальной области: …Блюхеровский район с центром в селении Блюхерово (быв. Михайлово-Семёновское)». 28 декабря 1938 года Блюхеровский район был переименован в Ленинский.

## Население
| 1935    | 1939    | 1959    | 1970    | 1979    | 1989    | 1992    |
| ------- | ------- | ------- | ------- | ------- | ------- | ------- |
| 3335    | ↗10 311 | ↗16 260 | ↗22 517 | ↗24 229 | ↗28 464 | ↗28 700 |
| 1998    | 2002    | 2009    | 2010    | 2011    | 2012    | 2013    |
| ↘24 900 | ↘22 844 | ↘21 941 | ↘20 684 | ↘20 482 | ↘20 092 | ↘19 939 |
| 2014    | 2015    | 2016    | 2017    | 2018    | 2019    | 2020    |
| ↘19 492 | ↘19 030 | ↘18 423 | ↘18 114 | ↘17 760 | ↘17 469 | ↗17 598 |
| 2021    | 2023    |         |         |         |         |         |
| ↘15 839 | ↘15 482 |         |         |         |         |         |

## Административное устройство
В Ленинском районе 24 населённых пункта в составе 5 сельских поселений:
| № | Сельские поселения             | Административный центр | Количество населённых пунктов | Население | Площадь, км2 |
| - | ------------------------------ | ---------------------- | ----------------------------- | --------- | ------------ |
| 1 | Бабстовское сельское поселение | село Бабстово          | 5                             | 4327      | 573,00       |
| 2 | Биджанское сельское поселение  | село Биджан            | 7                             | 2778      | 3083,06      |
| 3 | Дежнёвское сельское поселение  | село Дежнёво           | 3                             | 1275      | 606,00       |
| 4 | Лазаревское сельское поселение | село Лазарево          | 2                             | 791       | 563,00       |
| 5 | Ленинское сельское поселение   | село Ленинское         | 7                             | 6311      | 1243,00      |

Населённые пункты
В сносках к названию населённого пункта указана административно-территориальная принадлежность

| Ленинское | ↘4785 |
| Бабстово  | ↘4024 |
| Биджан    | ↘1635 |
| Дежнёво   | ↘966  |
| Кукелево  | ↘893  |
| Лазарево  | ↘751  |
| Новое     | ↘683  |
| Ленинск   | ↗600  |

| Башмак         | ↘559 |
| Калинино       | ↘538 |
| Степное        | ↘533 |
| Венцелево      | ↘383 |
| Преображеновка | ↘343 |
| Воскресеновка  | ↘338 |
| Унгун          | ↘322 |
| Новотроицкое   | ↘279 |

| Квашнино       | ↘238 |
| Кирово         | ↘227 |
| Нижнеленинское | ↗212 |
| Октябрьское    | ↘198 |
| Горное         | ↘185 |
| Чурки          | ↘159 |
| Целинное       | ↘60  |
| Бабстово       | ↘8   |

## Известные уроженцы и жители
- Александр Винников (род. в 1955 году) — второй губернатор Еврейской автономной области (2010—2015), награждённый медалью ордена «За заслуги перед Отечеством» II степени (2002) и знаком отличия «За заслуги перед Еврейской автономной областью» (2007), проживавший на территории района в 1977—1978 годах.
- Сталина Лагошняк (род. в 1939 году) — советская и украинская актриса театра и кино, театральный режиссёр, Заслуженная артистка Украины (1996), родившаяся и проживавшая на территории района до 1970 года.
- Виктор Леонтьев (род. в 1950 году) — советский и российский учёный, доктор физико-математических наук, профессор, действительный член (академик) Российской Академии Естествознания, награждённый серебряной и золотой медалями В. И. Вернадского, родившийся и проживавший на территории района до 1978 года.
- Николай Любин (1924-2021) — механизатор, депутат Верховного Совета СССР 9 и 10 созывов (член Совета Национальностей) (1974—1984), проживающий на территории района[32].
- Владимир Мащенко (1936—1998) — советский и российский актёр театра и кино, Заслуженный артист Российской Федерации (1995), родившийся и проживавший на территории района до 1983 года.
- Владимир Паздников ( 1928 -2019) — тракторист совхоза «Добринский», Герой Социалистического Труда (1976), Почётный гражданин Еврейской автономной области (1994), родившийся и проживающий на территории района[32].
- Евгений Пепеляев (1916—2014) — Герой Советского Союза , проживавший на территории района в 1940—1943 годах[33].
- Иосиф Рахман (род. в 1940 году) — лауреат премии Правительства Российской Федерации в области науки и техники (1999 года), доктор экономических наук (1999), профессор, член Академии экономических наук и предпринимательской деятельности России, а также 5 других международных и российских научных организаций, Почётный строитель России (2002) и Почётный строитель города Москвы (2000), родившийся и проживавший на территории района до 1957 года.
- Николай Романов (1916—1963) — Герой Советского Союза (1944), проживавший на территории района в 1946—1964 годах.
- Георгий Ушаков (1901—1963) — выдающийся советский исследователь Арктики, первый начальник Главного управления гидрометеорологической службы при Совете Народных Комиссаров СССР (1936—1940), доктор географических наук (без защиты диссертации; 1950), автор 50 научных открытий, награждённый орденом Ленина, орденом Трудового Красного Знамени и орденом Красной Звезды, Почётный гражданин Еврейской автономной области 2000), обучавшийся на территории района в 1946—1949 годах.